# Munidopsis bairdii
Munidopsis bairdii är en kräftdjursart som först beskrevs av Sidney Irving Smith 1884.  Munidopsis bairdii ingår i släktet Munidopsis och familjen trollhumrar. Inga underarter finns listade i Catalogue of Life.